# Praeantarctia indecisa
Praeantarctia indecisa är en fjärilsart som beskrevs av Heimlich 1956. Praeantarctia indecisa ingår i släktet Praeantarctia och familjen mätare. Inga underarter finns listade i Catalogue of Life.